# ジャッカルワー
ジャッカルワー(Jackalwere)は、テーブルトークRPG『ダンジョンズ&ドラゴンズ』（D&D）に登場するジャッカルと人間を掛け合わせた架空の獣人である。彼らは状況に応じてジャッカルの姿、人間の姿、そして半人半獣の姿へと変身することができる。

## 掲載の経緯
ジャッカルワーはアドバンスト・ダンジョンズ&ドラゴンズ(AD&D)の『Monster Manual』(1977、未訳)が初出である。
AD&D第2版では、『Monstrous Compendium Volume One』(1989、邦題『モンスター・コンベンディウムⅠ』)に登場し、『Monstrous Manual』(1983、未訳)に再掲載された。
D&D第3版では改訂版『Fiend Folio』(2003、未訳)に登場した。
D&D第4版では『モンスター・マニュアルⅢ』(2009)に以下の個体が登場している。
- ジャッカルワーの殺し屋／Jackalwere Bravo
- ジャッカルワーの猟犬／Jackalwere Harrier
- ジャッカルワーの欺き手／Jackalwere Deceiver

D&D第5版では、『モンスター・マニュアル』（2014年）に登場している。

### パスファインダーRPG
D&D3.5版のシステムを継承するパスファインダーRPGにてジャッカルワーは『Bestiary 3』(2011、未訳)に登場している。

## 肉体的特徴
半人半獣の姿でのジャッカルワーの体長は6フィート約180cm)、体重は150ポンド(約68kg)ほどある。
ジャッカルワーはジャッカルの姿、人間の姿、そしてジャッカルの頭部をした半人半獣の姿に変身することができる。このうち、人間の姿はジャッカルワーの好みによって変化できる。

## 生態
ジャッカルワーは人肉の味を好む肉食獣であり、人の姿で相手の油断を誘う狡猾な騙し屋である。

生涯を人間やデミ・ヒューマンを騙して捕食することに生きる彼らの属性は“渾沌にして悪”である。
第4版によれば、太古の時代に現在よりずっと知性的であったジャッカルの国が人間に滅ぼされ、生き残った者たちの怒りと恐怖の叫びが“闇の姉妹”という名の原始精霊に届き、その力によって変化したのがジャッカルワーとされている。

第5版では、デーモン・プリンスのグラズト(Graz'zt)が配下のラミアを補佐する目的で、ジャッカルに人語と変身名能力を授けて創った種族である。この版でジャッカルワーは主人のラミアが奴隷、もしくは虐殺するための生贄を誘拐するのを仕事としている。

ジャッカルワーは辺境の街道や開拓地に好んで棲息する。彼らはそこで宿屋や交易所などを営み、訪れる冒険者などを待ち受ける。狡猾なジャッカルワーは善良な人間の振りをして相手の信用を得た後にだまし討ちを行う。あるいは道ばたで傷つき助けを呼ぶ姿を装ったりして相手の警戒心を和らげてから不意打ちを行う。
ジャッカルワーは時に普通のジャッカルと群れて旅をすることがある。ジャッカルワーに率いられたジャッカルの群れは腐肉漁りよりも狩猟を好む。

ジャッカルワーはジャッカルの姿でないと交尾ができない。彼らはジャッカルワー同士でも、普通のジャッカルとでも交尾ができるが、ジャッカルワーの仔を産むにはジャッカルワー同士の交尾でなくてはならない。ジャッカルとの交尾ではジャッカルを産むが、普通のジャッカルよりも攻撃的な性格となる。

ジャッカルワーの雌は妊娠後、5ヶ月で1〜4匹の子供を産む。子供はジャッカルの姿で、成育するまで3年ほどかかる。子供は2年ほどで半人半獣の姿に変身でき、3歳ほどになると9歳児ほどの人間の姿に変身できる。

子供と一緒にいる所を他の者に見られた場合、親はペットだとごまかそうとする。
ジャッカルワーは生まれついての嘘つきであり、本当のことを喋るのには苦痛を伴う。
ジャッカルワーは凝視によって相手を眠りに誘うことができる。凝視は相手が油断している時のみ有効で、敵対している者、警戒している者、そして興奮している者には効果がない。第4版ではこの制約が外され、戦闘中でも遠隔攻撃として繰り出してくる。
戦闘になれば、ジャッカルの姿および半人半獣の姿の時には噛みつこうとする。また、人間の姿および半人半獣の姿の時は武器を取る。武器は剣や短剣のような相手を切り刻むような武器を好む。
人間の姿でいる時、しばしば他の人間型種族を傭兵として雇い、無害な旅の一行を装う。ジャッカルワーが雇うのはハーフオーク、ウォーフォージド、ゴライアスのような種族である。これらの種族である理由は、機械人間であるウォーフォージドはもちろんのこと、ジャッカルワーの好む肉ではないからである。
邪神ゼーヒアの信奉者や、アークデヴィルであるアスモデウスのカルトなど、虚偽と背信を信条とする邪教団では一匹狼のジャッカルワーが所属していることもある。彼らは他の個体よりも文明的で、都市での密偵や暗殺者として活動している。

## コンピュータゲームでのジャッカルワー
- 『ウィザードリィ』シリーズ

第5作『Heart of the Maelstrom』に登場。他の半獣人が“ワー・(動物の名)”なのに対してジャッカルワーのみこのままの表記である。